# 波斯滕基爾 (紐約州普查規定居民點)
波斯滕基爾（英語：Poestenkill）是位於美國紐約州倫塞勒縣的普查規定居民點。

## 人口
根據2020年美國人口普查的數據，波斯滕基爾的面積為15.39平方千米，當中陸地面積為15.22平方千米，而水域面積為0.17平方千米。當地共有人口1020人，而人口密度為每平方千米66.28人。